# Редверсы
Редверсы (англ. House de Redvers) или Ревьеры (англ. House de Reviers) — англо-нормандский дворянский род, известный с конца XI века. Род угас во второй половине XIII века.

## История
Точное происхождение рода неизвестно. Уильям Дагдейл отождествлял Ричарда де Редверса, основателя рода, с Ричардом, сыном Болдуина Фиц-Гилберта, младшего брата Ричарда Фиц-Гилберт, родоначальника рода Клеров. Томас Стэплтон, исследовавший нормандские казначейские книги, считал Ричарда де Ривьера сыном Уильяма де Редверса, однако Джеймс Планше, опубликовавший работу о соратниках Вильгельма Завоевателя, не согласился с этой точкой зрения, указав, что в одной хартии, где Ричард упоминает, что он передаёт в дар аббатству Монтебург землю, которой ранее владел Уильям де Редверс, но не называет его своим отцом. В картикулярии Карисбрука Ричард де Редверс назван племянником Уильяма Фиц-Осберна. Также Планше считал, что Ричард мог быть «сеньором де Ривье», который назван среди участников битвы при Гастингсе; по мнению Планше его отца могли звать Болдуин де Редверс, а упомянутый Степлтоном Уильям де Редверс мог быть братом Болдуина. В «The Complete Peerage» около 1890 года была выдвинута версия, по которой Ричард был идентифицирован с сыном Уильяма де Вернона, Ричардом де Верноном, который упоминается в 1086 году в «Книге Страшного суда» как владелец поместий Эштон, Пиктон, Летвич, Уортон, Давенхэм и Пултон в Чешире.
Первым достоверно известным представителем рода был Ричард, сеньор де Ревье в Нормандии, от названия которого (фр. Reviers) произошло название рода — Ревьер, позже англизированное в Редверс. Ричард переселился в Англию после нормандского завоевания и был одним из главных советников короля Англии Генриха I Боклерка в бытность того принцем. Став королём, Генрих наградил Ричарда, даровав тому владения в Девоне. Его родовое прозвание, которое происходило от названия его нормандского владения Ривье, англизировалось в Ревьерс, позже — в Редверс. Один из сыновей Ричарда, Болдуин де Ревьер, во время гражданской войны в Англии был сторонником императрицы Матильды, которая даровала ему титул графа Девона. Кроме того, посредством брака он унаследовал остров Уайт.
От сыновей Болдуина пошли две ветви рода. Старшая угасла около 1193 года после смерти Ричарда де Ревьера, 4-го графа Девона, после чего все владения и титулы перешли к Уильяму де Вернону (Редверсу), младшему сыну 1-го графа. Его внуком был Болдуин де Редверс, 6-й граф Девон, оставивший от брака с Амицией де Клер, дочерью Гилберта де Клера, 4-го графа Хартфорда, двоих детей: бездетного Болдуина де Редверса, 7-го графа Девона и Изабеллу. Болдуин не оставил детей, поэтому все владения и титулы унаследовала Изабелла, владевшая на правах вдовьей доли также третью владений своего рано умершего мужа.
Изабелла пережила не только мужа, но и своих детей. Второй раз она замуж так и не вышла, хотя и считалась одной из самых богатых наследниц. Поскольку у неё не было прямых наследников, английский король Эдуард I долго пытался выкупить у неё родовые владения, удалось ему это сделать только накануне смерти. Законным наследником Изабеллы был Хью де Куртене, феодальный барон Окгемптон, который был потомком Уильяма де Редверса, 5-го графа Девона. В момент смерти графини он был несовершеннолетним. Только в 1335 году Хью смог получить принадлежавший ранее Изабелле титул графа Девона.

## Генеалогия
- Гильом де Вернон; жена: Эмма, дочь Осберна де Крепона и Эммы д’Иври[3].
  - Ричард де Ревьер (ум. 8 сентября 1107), сеньор де Ривье; жена: Аделиза Певерел (1075/1080 — после 27 мая 1156), дочь Уильяма Певерела из Ноттингема и Аделины[3].
    - Болдуин де Ревьер (1090/1100 — 1155), 1-й граф Девон с 1141; 1-я жена: Аделиза; 2-я жена: Люси де Клер (ум. после 1155), дочь Ричарда де Клера, графа Хартфорда, и Агнесы Честерской[4].
      - (от 1-го брака) Ричард де Ревьер (1115/1120 — 21/27 апреля 1162), 2-й граф Девон и лорд остова Уайт с 1155; жена: с около 1150 Дениза Корнуольская (ум. после апреля 1162), дочь Реджинальда Фиц-Роя, графа Корнуолла, и Беатрисы Фиц-Уильям[4].
        - Болдуин де Ревьер (ум. 10/28 мая 1188), 3-й граф Девон и лорд остова Уайт с 1162; жена: Дениза де Деоль (1172/1173 — 1221), дочь Рауля VII, сеньора де Деоль и де Шатеруа, и Агнес де Чарентон[4].
        -  Ричард де Ревьер (ум. около 1193), 4-й граф Девон и лорд острова Уайт с 1188; жена: Эмма[4].

      - (от 1-го брака) Хафиза де Ревьер (ум. около 1215); муж: Роберт Фиц-Роберт[4].
      - (от 1-го брака) Генри де Ревьер[4].
      - (от 1-го брака) Уильям де Редверс[англ.] (ум. 8/10 сентября 1217), 5-й граф Девон и лорд остова Уайт с ок. 1193; жена: с 1178/1186 Мабиль де Мелён (1166/1172 — после 1 мая 1204), дочь Роберта де Бомона[англ.], графа Мёлена, и Матильды Корнуольской[4].
        - Мари де Вернон (ум. после 1144); 1-й муж: Пьер де Прео (ум. 29 января 1206); 2-й муж: Роберт де Куртене (ум. 26 июля 1242), феодальный барон Окгемптон; потомки Мари и Роберта в XIV веке унаследовали титул графа Девона[4].
        - Джоан де Вернон (ум. после 1233); муж: Уильям Брюэр (ум. 1233)[4].
        -  Болдуин де Редверс (после 28 апреля 1200 — 1 сентября 1216); жена: Маргарет Фиц-Жерольд (умю до 29 сентября 1252), дочь Уорена Фиц-Жерольда и Алисы де Курси[4].
          -  Болдуин де Редверс (1216/1217 — 15 февраля 1245), 6-й граф Девон и лорд остова Уайт с 1217; жена: Амиция де Клер (27 мая 1220 — до 21 января 1284), дочь Гилберта де Клера, 4-й графа Хартфорда и 1/5-го граф Глостера, и Изабеллы Маршал[4].
            - Болдуин де Редверс (1 января 1236 — 1262), 7-й граф Девон и лорд остова Уайт с 1245; жена: с 1257 Авуа (Маргарита) Савойская (ум. до 14 мая 1292), незаконнорожденная дочь Томаса I, графа Савойского[4].
            -  Изабелла де Редверс (июль 1237 — 10 ноября 1293), 8-я графиня Девон и леди острова Уайт с 1262; муж: Уильям (III) де Форс (1214/1215 — 23 мая 1260), титулярный граф Омальский с 1241[4].

      - (от 1-го брака)  Аделиза де Ревьер (ум. после 1180); муж: Роджер де Нонан (ум. ок. 1177)[4].

    - Уильям де Вернон (ум. после сентября 1151), родоначальник рода де Вернон в Нормандии[3].
    - Роберт[3].
    - Хью[3].
    -  Хафиза де Ревьер; муж: Уильям де Румар (ок. 1096 — до 1161), 1-й граф Линкольн с 1141[3].

  - Гуго де Вернон (ум. после 1089)[3].
  - (?) Готье де Вернон (ум. после 1085)[3].
  -  Аделиза (Алиса) де Ревьер; муж: Ричард де Анжервиль[3].